# Justin Trudeau

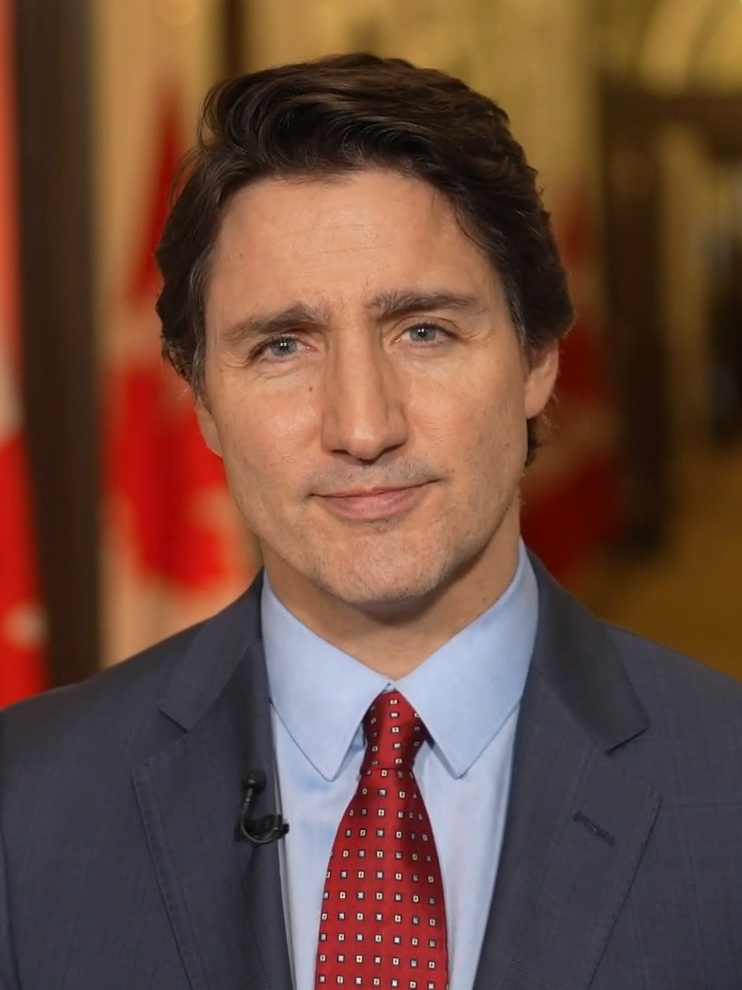
Justin Trudeau in 2023

Justin Pierre James Trudeau (Ottawa, 25 december 1971) is een Canadees politicus van de Liberale Partij. Hij was 4 november 2015 tot 14 maart 2025 premier van Canada.

## Biografie
Justin Trudeau is de oudste zoon van Pierre Trudeau, die op het moment van Justins geboorte op kerstdag 1971 premier van Canada was. Ook zijn jongere broers Alexandre (1973) en Michel (1975) werden geboren tijdens de ambtsperiode van hun vader. Hun ouders scheidden in 1977.
Nadat Trudeau een Bachelor of Arts in de literatuur aan de McGill-universiteit en een Bachelor of Education aan de universiteit van Brits-Columbia had behaald, werd hij leraar Frans en wiskunde.
Hij raakte bekend bij het bredere publiek in oktober 2000 toen hij een toespraak hield op de staatsbegrafenis van zijn vader.
Trudeau is getrouwd geweest met Sophie Grégoire Trudeau. Ze scheidden in 2023.
Hij heeft, als een van de zeer weinige regeringsleiders, tatoeages. Een wereldbol die is aangebracht toen hij 23 jaar oud was, zo meldt de website van Teen Vogue in 2017. Op zijn 40e kwam daar een Haida-raaf bij. Die verwijst naar de inheemse bevolking in het Haida Gwaii-gebied, British Columbia. 

## Politieke carrière
Trudeau is sinds 2008 lid van het Lagerhuis voor het district Papineau, in het centrum van Montreal. In 2013 werd hij verkozen tot partijleider van de Liberale Partij. Trudeau leidde zijn partij naar een overwinning bij de verkiezingen van 19 oktober 2015. Hij werd de 23e premier van Canada en volgde daarmee Stephen Harper van de Conservatieve Partij op. Trudeau is de op een na jongste premier van Canada na Joe Clark, en hij is het eerste kind van een voormalig premier dat ook tot de functie verkozen is.
Hij legde de eed af als premier op 4 november 2015, samen met de rest van zijn regering, die evenveel mannen als vrouwen telt. Trudeau zei zelf over zijn kabinet dat hij blij was dat het eruitzag 'als Canada zelf'. Toen een journalist bij de presentatie van zijn kabinet vroeg waarom het zo belangrijk voor hem was dat er evenveel vrouwen als mannen in zaten, antwoordde hij 'Omdat het 2015 is'.
Zijn beleidsprioriteiten zijn onder meer de strijd tegen de klimaatverandering, het legaliseren van marihuana, het verlagen van belastingen voor de middenklasse en het verhogen ervan voor de rijkste Canadezen. Hij beloofde een transparante overheid te leiden en expliciet voor een tekort in de begroting te gaan om te kunnen investeren in de economie.
Bij de wetgevende verkiezingen van 21 oktober 2019 behield de Liberale Partij het grootste aantal zetels maar verloor de absolute meerderheid in het parlement. Trudeau was hierdoor gedwongen een minderheidsregering te vormen en een beroep te doen op de gedoogsteun van een aantal oppositiepartijen.

### Vrouwenrechten
Trudeau beschouwt zichzelf als een feminist. Zo zegt hij van zichzelf 'I am a feminist. I'm proud to be a feminist'.

### Abortus
Trudeau vindt dat een vrouw de vrije keuze mag hebben om abortus provocatus te ondergaan. Hij verantwoordt deze zienswijze door te verwijzen naar de in 1982 ingestelde Canadian Charter of Rights and Freedoms, een onderdeel van de Canadese grondwet dat de politieke en burgerrechten van het Canadese volk vastlegt. Trudeau heeft aangegeven dat hij graag een partij leidt die volledig voor een vrije keuze van abortus is. Zo heeft hij onder andere gesteld dat potentiële kandidaten die voor de Liberale Partij mee wilden doen aan de verkiezingen in 2015 alleen genomineerd zouden worden als ze pro-choice-wetgeving zouden stemmen. Dit uitgangspunt kwam overeen met een resolutie die een meerderheid van de partijleden op een partijbijeenkomst in 2012 hadden aangenomen. Trudeaus standpunt werd bekritiseerd door katholieken; voormalig parlementslid Jim Karygiannis zei dat het pro-abortus-standpunt 'de partij zonder twijfel schade zou toebrengen'. De kardinaal van Toronto Thomas Collins schreef Trudeau daarop met het verzoek om zijn beslissing ongedaan te maken. De kritiek leidde er toe dat Trudeau het abortus-standpunt van de partij verdedigde.

### Lgbt-beweging
Trudeau neemt jaarlijks deel aan de Canadese Gay Pride.

### Paradise Papers
Trudeau werd in 2017 in de Paradise Papers genoemd, omdat zijn fondsenwerver miljoenen zou hebben weggesluisd via de Kaaimaneilanden. Saillant detail daarbij is dat Trudeau na de onthullingen in de Panama Papers nog opriep tot actie tegen belastingontwijking.

### SNC-Lavalin-schandaal
In 2019 kwam Trudeau in opspraak doordat hij een Canadees bedrijf, SNC-Lavalin verdedigde dat tot 32 miljoen euro steekpenningen had betaald aan het regime van Moammar al-Qadhafi. Daarbij getuigde minister Jody Wilson-Raybould dat zij onder grote druk was gezet (door onder meer Trudeau) om geen vervolging in te stellen. Uiteindelijk stapte Wilson-Raybould op nadat ze als minister was gedegradeerd, gevolgd door minister Jane Philpott. Beiden werden door Trudeau uit de Liberale Partij gezet.

### Invoerheffingen VS
Kort na zijn aantreden in de tweede ambtstermijn in 2025 kondigde president Trump van de Verenigde Staten aan dat de VS 25% extra invoerrechten op producten uit Canada gaan heffen. Trudeau reageerde meteen met het afkondigen van vergelijkbare 'tariffs' op Amerikaanse producten. Na een telefoongesprek met Trudeau besloot Trump de verhoging voor een maand aan te houden. Dit op basis van een toezegging van Trudeau de grensbewaking tussen Canada en de VS te verscherpen. Het gezaghebbend optreden van Trudeau werd in wel Canada gezien als een 'come back' van Trudeau na een periode van afkalvende steun voor zijn beleid en zijn aankondiging eerder in januari 2025 af te treden als premier van Canada, als zijn partij een nieuwe leider heeft gevonden. Die opvolger vond de partij in maart 2025 in Mark Carney, voorheen president van de Bank van Canada. Veel Canadezen zien in Trudeau's krachtige optreden tegenover Trump een sterk slotakkoord van zijn premierschap. Zijn opvolger gaf aan het beleid naar de Verenigde Staten voort te zetten.